# Adej Ad
Adej Ad (hebrejsky עדי עד, doslova „Navěky“, anglicky Adei Ad) je izraelská osada neoficiálního charakteru (tzv. outpost) v bloku židovských osad Guš Šilo okolo osady Šilo na Západním břehu Jordánu v Oblastní radě Mate Binjamin.

## Geografie
Nachází se v nadmořské výšce cca 790 metrů na východním okraji centrálního hornatého hřbetu Samařska. Leží cca 30 kilometrů severoseverovýchodně od historického jádra Jeruzalému, cca 20 kilometrů severovýchodně od Ramalláhu a cca 53 kilometrů východně od centra Tel Avivu.
Vesnice je na dopravní síť Západního břehu Jordánu napojena pomocí místní komunikace, která ji západním směrem propojuje s mateřskou osadou Šilo a která na východ od Adej Ad ústí do silnice číslo 458 (takzvaná Alonova silnice).
Adej Ad leží v hustě osídlené části centrálního Samařska, kde jsou palestinské i židovské obce vzájemně promíseny.

## Název
Název osady odkazuje na biblický citát z Knihy Izajáš 26,4 - „Doufejte v Hospodina věčně“. Podle jiného zdroje jde o odkaz na Knihu žalmů 132,14 - „To je místo mého odpočinku navždy, usídlím se tady, neboť po něm toužím“.

## Dějiny
Osada byla založena v měsíci tišri židovského roku 5759 (podzim 1998). Tehdy se v této lokalitě usadilo osadnické jádro. Krátce poté tu už žily v mobilních domech dvě rodiny. Většina veřejných služeb se nachází v mateřských osadách Šilo a Švut Rachel. V Adej Ad funguje synagoga a mikve. Dále je tu v provozu společenské centrum.
Zpráva organizace Mír nyní z roku 2007 uvádí, že téměř 27 % osady stojí na pozemcích v soukromém vlastnictví Palestinců. V lednu 2015 deník Haarec uvedl, že osadníci z Adej Ad házeli kamení po konvoji vyslaném na místo americkým konzulátem v Jeruzalémě s cílem ověřit tvrzení palestinských majitelů okolních pozemků, že jim obyvatelé Adej Ad zničili jejich olivový háj. V srpnu 2015 proběhla v Adej Ad razie izraelských bezpečnostních složek v rámci vyšetřování útoku proti arabské rodině v nedaleké palestinské vesnici Duma, který je přičítán židovským extrémistům. Žádná konkrétní spojitost útoku s obyvateli této osady ale nebyla oznámena. V září 2015 izraelská média přinesla informace o záměru izraelské vlády zpětně legalizovat výstavbu osady Adej Ad, která podle zjištění státu neleží na soukromých palestinských pozemcích. Šlo o reakci na petici organizace Ješ Din, která naopak jménem údajných palestinských vlastníků zdejší půdy požadovala demolici osady.

## Demografie
Přesně údaje o počtu obyvatel nejsou k dispozici, protože nejde o oficiálně samostatnou obec, byť fakticky má Adej Ad samostatné členství v Oblastní radě Mate Binjamin. Roku 2007 je tu uváděno 80 trvale bydlících obyvatel. Internetový portál Oblastní rady Mate Binjamin zde eviduje 23 rodin.